# 1195
Năm 1195 là một năm trong lịch Julius.

## Sự kiện
- 1 tháng 6- Trận Shamkor: Gruzia đánh bại Ildenizids của Azerbaijan.
- 18 tháng 7-Trận Alarcos: người cai trị Almohad Abu Yusuf al-Mansur Ya'qub quyết đánh bại vua Castilian Alfonso VIII.
- Các Nhà dòng của St Mary's được thành lập tại Bushmead.
- Alexius III Angelus lật đổ Isaac II và trở thành hoàng đế Byzantine.